# Benedikt Goebel

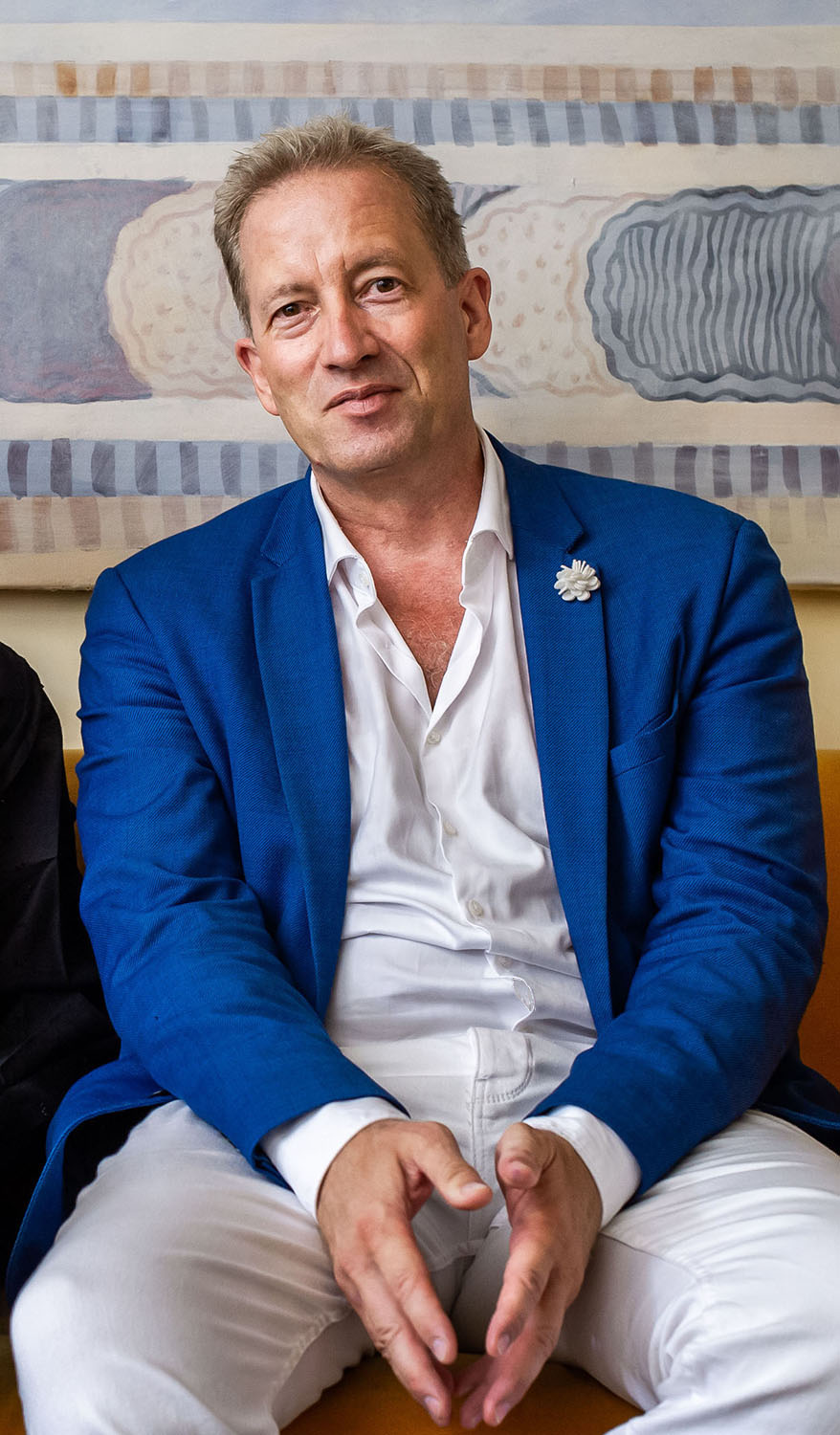
Benedikt Goebel

Benedikt Goebel (* 20. Juni 1968 in Münster) ist ein deutscher Historiker, Stadtforscher, Ausstellungskurator und Buchautor mit dem Schwerpunkt der Stadt- und Architekturgeschichte von Berlin im 19. und 20. Jahrhundert.

## Leben
Goebel studierte Geschichte und Philosophie in Münster, Wien und Berlin und wurde 2003 mit der Dissertation Der Umbau Alt-Berlins zum modernen Stadtzentrum promoviert, die mit dem Kommunalwissenschaftlichen Preis des Deutschen Instituts für Urbanistik ausgezeichnet wurde. Die Dissertation dokumentiert und analysiert die radikale Modernisierung des ältesten Teils Berlins im 19. und 20. Jahrhundert.
Von 2004 bis 2010 war er als Wissenschaftlicher Mitarbeiter der Berlinischen Galerie, des Architekturmuseum der TU Berlin und der Staatsbibliothek zu Berlin tätig. 2011 gründete er das Büro stadtforschung berlin, das sich mit stadt- und bauhistorischen Forschungen, denkmalpflegerischen Gutachten und der Konzeption von Ausstellungen befasst. Goebel war von 2015 bis 2021 Dozent und Gastprofessor für Baugeschichte und Architekturtheorie an der Berliner Hochschule für Technik (ehemals Beuth Hochschule für Technik).
Goebel engagiert sich öffentlich für den Wiederaufbau der historischen Mitte Berlins. Hierfür gründete er die Planungsgruppe Stadtkern und die Initiative Mitte für alle!, welche das Ziel verfolgt, die Stadtgesellschaft in die Gestaltung des Berliner Stadtkerns am Molkenmarkt einzubeziehen, anstatt die Gestaltung alleine durch Politik entscheiden zu lassen.
Er ist Mitglied der Historischen Kommission zu Berlin, des Aktiven Museums, des Werkbunds Berlin sowie des Vorstands des Architekten- und Ingenieur-Vereins. Seit 2022 ist er Vorstand der von Marie-Luise Schwarz-Schilling gegründeten Stiftung Mitte Berlin, die sich mit der städtebaulichen Zukunft der Berliner Mitte befasst.

## Ausstellungen (Auswahl)
Als Ausstellungskurator war er unter anderem für die Stiftung Stadtmuseum Berlin, das Leo Baeck Institut New York und die Akademie der Künste Berlin tätig:
- 2010/11: Berlins vergessene Mitte. Stadtkern 1840–2010. Ausstellung im Stadtmuseum Berlin.[10]
- 2013/14: Geraubte Mitte. Die Arisierung des jüdischen Grundeigentums im Berliner Stadtkern 1933–1945. Ausstellung im Stadtmuseum Berlin.[11][12]
- 2016: Stolen Heart. The biggest robbery in German History. Ausstellung im Leo Baeck Institut, New York City, USA.[13]
- 2023: Macht Raum Gewalt. Planen und Bauen im Nationalsozialismus. Ausstellung in der Akademie der Künste am Pariser Platz.[14][15][16]

## Publikationen (Auswahl)

### Monografien
- Benedikt Goebel: Der Umbau Alt-Berlins zum modernen Stadtzentrum: Planungs-, Bau- und Besitzgeschichte des historischen Berliner Stadtkerns im 19. und 20. Jahrhundert. Schriftenreihe des Landesarchivs Berlin. Band 6. Braun Publishers, Berlin 2003, ISBN 978-3-935455-31-2.
- Hans-Dieter Nägelke, Benedikt Goebel: Architektur in Preußen: Konstruktion und Katastrophen: Staatliche Architekturphotographie aus den Beständen des Architekturmuseums der Technischen Universität Berlin 1860–1918. Jaron Verlag, Berlin 2009, ISBN 978-3-89773-595-8.
- Benedikt Goebel, Lutz Mauersberger: Geraubte Mitte. Die „Arisierung“ des jüdischen Grundeigentums im Berliner Stadtkern 1933–1945. Hrsg.; Franziska Nentwig. Kleiner Katalog. Band 1. 1. Auflage. Verlag Stadtmuseum Berlin, Berlin 2013, ISBN 978-3-939254-17-1.
- Benedikt Goebel, Lutz Mauersberger: Mitte von oben: Luftbilder des Berliner Stadtkerns gestern und heute. 1. Auflage Dom Publishers, Berlin 2015, 2. Auflage Lukas Verlag, Berlin 2021, ISBN 978-3-86922-387-2.
- Benedikt Goebel: Mitte! Modernisierung und Zerstörung des Berliner Stadtkerns von 1850 bis zur Gegenwart. Lukas Verlag, Berlin 2018, ISBN 978-3-86732-294-2.
- Benedikt Goebel, Lutz Mauersberger: Mitte auf Augenhöhe. Straßen und Plätze des Berliner Stadtkerns gestern und heute. Lukas Verlag, Berlin 2020, ISBN 978-3-86732-334-5.

### Aufsätze und Artikel
- Benedikt Goebel: Berlins verschwundene Mitte. In: Berliner Zeitung. 26. November 2009.
- Harald Bodenschatz, Benedikt Goebel: Berlin – Stadt ohne Altstadt. In: Berlins vergessene Mitte. Stadtkern 1840–2010. Hrsg.: Franziska Nentwig, Domonik Bartmann: Druckverlag Kettler: Stiftung Stadtmuseum Berlin, Bönen 2010, ISBN 978-3-86206-049-8, S. 16–36.
- Benedikt Goebel, Jörg Rudolph: Krieg im Museum – Museum im Krieg. Das Berliner Zeughaus im Nationalsozialismus. In: Mitteilungen der Landesgeschichtlichen Vereinigung für die Mark Brandenburg, Heft 3, 115. Jg. 2014, S. 131–161.
- Benedikt Goebel: Spandauer Straße 68. Moses Mendelssohns Haus in der Berliner Altstadt und die Geschichte der Erinnerung an diesen Ort. In: Mendelssohn-Studien, Bd. 20, Hannover 2017, ISBN 978-3-86525-583-9, S. 37–58.
- Benedikt Goebel: Banalitätsmonster an historischem Standort: Tiefpunkt der Berliner Architektur. In: Berliner Zeitung. 12. Oktober 2022.
- Jörg Rudolph, Benedikt Goebel: Die Reichsbauverwaltung 1933–1945. Finanzämter, Fahrradschuppen und Geheimlabore. In: Unabhängige Historikerkommission Planen und Bauen im Nationalsozialismus (Hrsg.): Planen und Bauen im Nationalsozialismus: Voraussetzungen, Institutionen, Wirkungen. Hirmer Verlag, München 2023, ISBN 978-3-7774-4114-6, S. 118–170.
- Benedikt Goebel: Mörderische Baustellen. Das Planen und Bauen der Nationalsozialisten war durch grausame Produktionsbedingungen geprägt. In: Museumsjournal 2/2023, S. 40/41.
- Wolfgang Maening, Benedikt Goebel: Kalte Architktur: Gegen Langeweile im Städtebau. In: Frankfurter Allgemeine Zeitung. 12. Januar 2024.
- Georg Dybe, Benedikt Goebel: Gymnasium in Berlin: Schinkels Schule. In: Frankfurter Allgemeine Zeitung. 25. Juli 2024.
- Benedikt Goebel: Berlin in der Weimarer Republik. Platz frei für das Automobil! In: immer modern! Berlin und seine Straße. 200 Jahre Architektur, Städtebau und Ingenieurbau für Berlin, Band 2, Hrsg.: AIV e. V., Tobias Nöfer, Berlin 2024, ISBN 978-3-8030-2212-7, S. 140–167.